# Monastère de Krka

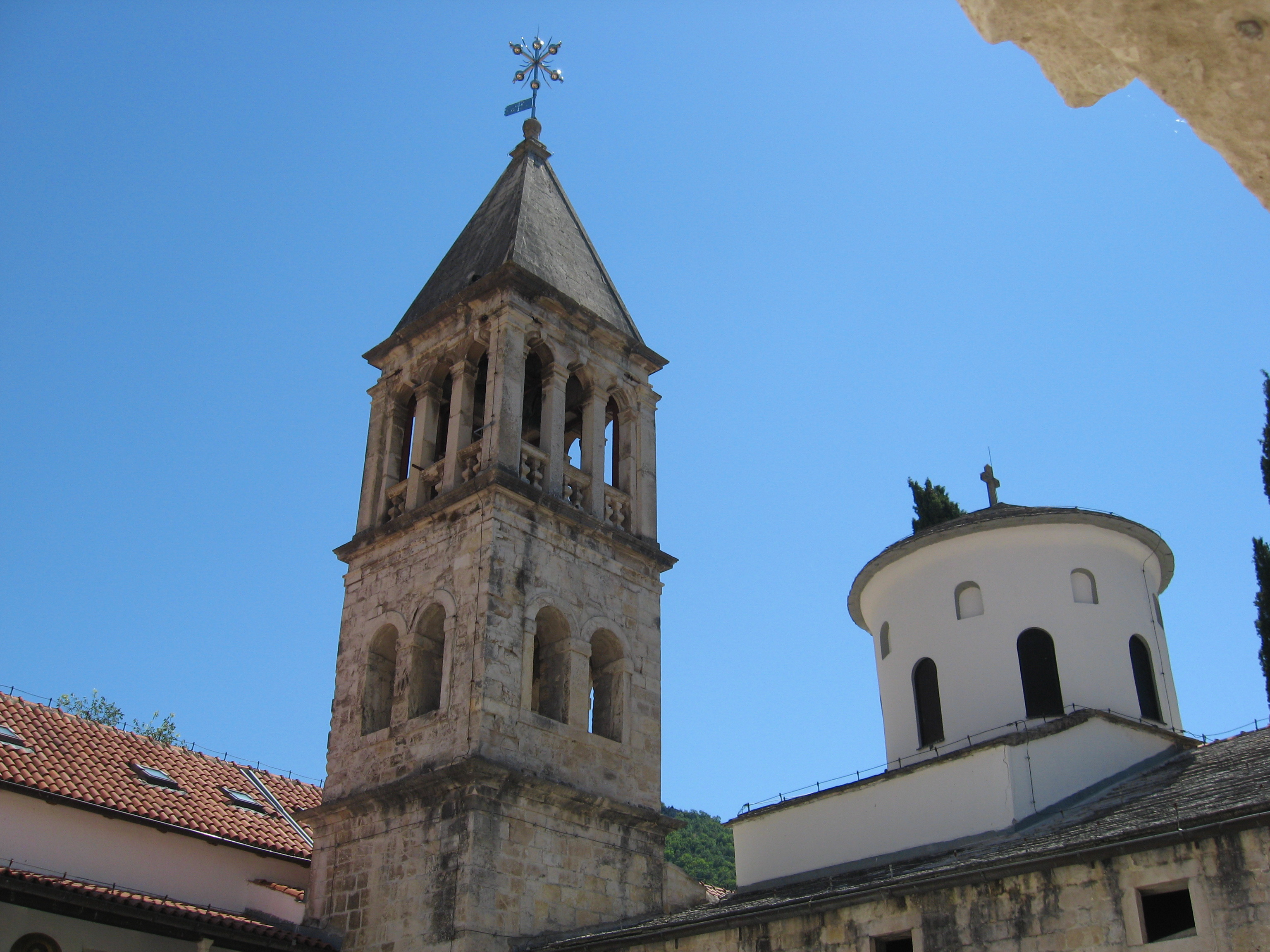
Vue du monastère depuis le lac.

Le monastère de Krka (en croate : Manastir Krka, en serbe cyrillique: Манастир Крка) est un monastère orthodoxe serbe dédié à l'archange Michel, situé près de la rivière Krka, à 3 km à l'est de Kistanje, en Dalmatie centrale, en Croatie. C'est le monastère le plus connu de l'orthodoxe serbe de Croatie et il est officiellement protégé en tant que partie intégrante du parc national de Krka. Il remonte au XVIᵉ siècle.